# (400345) 2007 VC40
(400345) 2007 VC40 es un asteroide perteneciente al cinturón exterior de asteroides descubierto el 3 de noviembre de 2007 por el equipo del Mount Lemmon Survey desde el Observatorio del Monte Lemmon, Arizona, Estados Unidos.

## Designación y nombre
Designado provisionalmente como 2007 VC40.

## Características orbitales
2007 VC40 está situado a una distancia media del Sol de 3,982 ua, pudiendo alejarse hasta 5,152 ua y acercarse hasta 2,812 ua. Su excentricidad es 0,293 y la inclinación orbital 4,757 grados. Emplea 2903,06 días en completar una órbita alrededor del Sol.

## Características físicas
La magnitud absoluta de 2007 VC40 es 15,4. 